# Carl-Otto Hultén
Carl-Otto Hultén (Malmö, 9 oktober 1916 – Skåne, 8 februari 2015 ) was een Zweedse kunstschilder en graficus.
Hultén werkte aanvankelijk op een reclamebureau, waarna hij in 1944 de kunstenaar Anders Österlin ontmoette, met wie hij in 1944 naar Kopenhagen reisde. Daar kwamen zij in contact met enkele Deense leden van de Cobra-beweging.
In 1946 richtte hij de kunstenaarsgroep Imaginisterna op, samen met Anders Österlin en Max Walter Svanberg. Deze groep werd beïnvloed door het Surrealisme.
Van de leden van Imaginisterna vertoonde het werk van Hultén de grootste verwantschap met de stijl van Cobra. Hultén schilderde met grote, spontane penseelstreken fabelfiguren op het doek. Zijn werk toont invloeden van Carl-Henning Pedersen en Egill Jacobsen.
In 1949 kwam hij in contact met de kunstenaars Karel Appel, Constant en Corneille van de Cobra-beweging, waarmee hij een kortstondige samenwerking aanging, hetgeen onder andere leidde tot enkele lithografieën.
- Bibsys: 13040489
- Bibliothèque nationale de France: cb12208249m (data)
- Gemeinsame Normdatei: 119267276
- International Standard Name Identifier: 0000 0000 7832 1059
- KulturNav: bb714730-8aad-40ac-90d5-fef236b75344
- Library of Congress Control Number: n84051145
- Nationale Bibliotheek van Tsjechië: xx0232201
- RKD-Nederlands Instituut voor Kunstgeschiedenis: 40567
- LIBRIS: 62142
- Système universitaire de documentation: 030723825
- Union List of Artist Names: 500122151
- Virtual International Authority File: 96582151
- WorldCat: E39PBJv4jkGvcJ4tXHMQ7mwQv3